# Karolówka (obwód iwanofrankowski)
Karolówka (ukr. Каролівка, Karoliwka), Czerniów Nowy – dawna wieś na Ukrainie, w obwodzie iwanofrankiwskim, w rejonie rohatyńskim. Leżała między Czerniowem a Bukaczowcami.

## Historia
Wieś została założona pod koniec XIX wieku na dobrach kościelnych, należących wcześniej do Ojców Reformatów. Nazwę zawdzięcza od imienia wieloletniego proboszcza Bukaczowiec, Karola Dołka (1858–1934), za którego to czasów nastąpił rozwój tej miejscowości. Przed wojną Karolówka liczyła 155 domów i około 800 mieszkańców. Znajdował się tu murowany kościółek, zbudowany na zrębach niedokończonego kościoła Reformatów, (poświęcony w 1924 roku). Obok kościoła był cmentarz.
W II Rzeczypospolitej od 1 kwietnia 1927 stanowiła gminę jednostkową Karolówka w powiecie rohatyńskim w województwie stanisławowskim, poprzez odłączenie od gminy Czerniów osady Czerniów Nowy. 1 sierpnia 1934 roku w ramach reformy na podstawie ustawy scaleniowej weszła w skład nowej zbiorowej gminy Bukaczowce, gdzie we wrześniu 1934 utworzyła gromadę Karolówka.
Podczas II wojny światowej w gminie Bukaczowce w powiecie brzeżańskim w dystrykcie Galicja, licząc 663 mieszkańców. W czasie ludobójstwa Polaków w Małopolsce Wschodniej w latach 1943 - 1945 większość mieszkańców Karolówki schroniła się w pobliskim Łukowcu Wiszniowskim, gdzie istniała zorganizowana samoobrona polska. W różnych okolicznościach nacjonaliści ukraińscy z UPA zamordowali 38 mieszkańców, a wieś spalili.
Po wojnie włączona w struktury ZSRR, gdzie cały jej teren zrównano z ziemią. Nie zachowało się nic, nawet drogi czy studnie. Jedynym śladem po Karolówce to kilka potrzaskanych nagrobków w krzakach tarniny i bzu porastających część dawnego cmentarza.